# International Superstar Soccer (serijal)
International Superstar Soccer (skraćeno: ISS) serijal je nogometnih videoigara japanskog proizvođača KCEO (Osaka) i KCET (Tokio). Prva igra, ISS iz 1994., bila je, uz igru FIFA 94 is serijala FIFA, jedna od najpopularnijih nogometnih videoigrara na svijetu, a i sljedeće igre su bile barem jednako popularne.
International Superstar Soccer je prethodnik serijala Pro Evolution Soccer.

## Sve igre
| Ime                            | Godina |
| ------------------------------ | ------ |
| International Superstar Soccer | 1994.  |
| ISS Deluxe                     | 1996.  |
| ISS Pro                        | 1997.  |
| ISS Pro 98                     | 1998.  |
| ISS Pro Evolution              | 1999.  |
| ISS Pro Evolution 2            | 2000.  |

### International Superstar Soccer
International Superstar Soccer ili ISS je prva igra u ISS serijalu. Imala je mogućnost igranja prijateljske utakmice (eng. Open game), Međunarodnog kupa (eng. International Cup), "Svjetske lige" (eng. World Series), treninga (eng. Training), "scenarija" (eng. Scenario) i jedanaesteraca (eng.Penalty Kick).
Kao prva u serijalu, igra International Superstar Soccer bila je do tada nepoznanica. Godine 1994. je uz nju izašla samo jedna nogometna videoigra, FIFA 94 iz FIFA serijala.
International Superstar Soccer je postigao velik uspjeh 1994. i 1995. godine pa je 1996. izašao nastavak - International Superstar Soccer Deluxe.

### International Superstar Soccer Deluxe
International Superstar Soccer Deluxe ili ISS Deluxe je druga igra u ISS serijalu. Ima iste mogućnosti kao i prethodni ISS. Igra ISS Deluxe je bila mnogo realističnija od prethodne i bila je jedna od najprodavanijih igara u 1996., a i mnogo poslije. Danas se može naći i na internetu.
ISS Deluxe je jedna od najuspješnijih igara u ISS serijalu, a nastavci ISS Pro, ISS Pro 98, ISS Pro Evolution i ISS Pro Evolution 2) su bili jako uspješni, no ne kao ISS Deluxe.

### International Superstar Soccer Pro
International Superstar Soccer Pro ili ISS Pro je treća igra u ISS serijalu. Proizvođač je japanski Konami, a izašla je 1997. godine. ISS Pro je bio prvi iz serijala koji se proizvodio samo za konzolu PlayStation. Uspješan je nastavak uspješnog ISS-a Deluxe.

## Vanjske poveznice
- Konami Europe (engl.)